# Sins of Man
Sins of Man (bra: Pecados dos Homens) é um filme estadunidense de 1936, do gênero drama, dirigido por Otto Brower, com roteiro de Ossip Dymow, Samuel G. Engel e Frederick Kohner livremente baseado no romance Hiob, de Joseph Roth.

## Produção
Os títulos de trabalho deste filme foram Job e Turmoil. De acordo com o The Hollywood Reporter, Darryl F. Zanuck comprou o romance para a Twentieth Century-Fox por 10 000 dólares de Gregory Ratoff, que foi contratado na qualidade de consultor durante a preparação do filme; em seguida, ele tornou-se codiretor. De acordo com o The New York Times, Jean Hersholt levava quase três horas todos os dias para colocar sua maquiagem. Este foi o primeiro filme de Don Ameche na 20th Century Fox.

## Elenco
- Jean Hersholt ... Christopher Freyman
- Don Ameche ... Karl Freyman / Mario Signarelli
- Allen Jenkins ... Crusty
- J. Edward Bromberg ... Anton Engel
- Ann Shoemaker ... Anna Engel
- DeWitt Jennings ... Twichelesko
- Fritz Leiber ... padre Prior
- Francis Ford ... bêbado da cidade
- Christian Rub ... Fritz
- Adrian Rosley ... mordomo de Singarelli